# أكاديمية أدفنتيست (هونغ كونغ)
أكاديمية أدفنتيست هي أكاديمية دولية خاصة تقع في هونغ كونغ، الصين.

## الروابط الخارجية
- Hong Kong Adventist Academy Official website
- Antiquities and Monuments Office. Brief Information on Proposed Grade II Items. See Items #192-196